# Castello di Ludwigslust

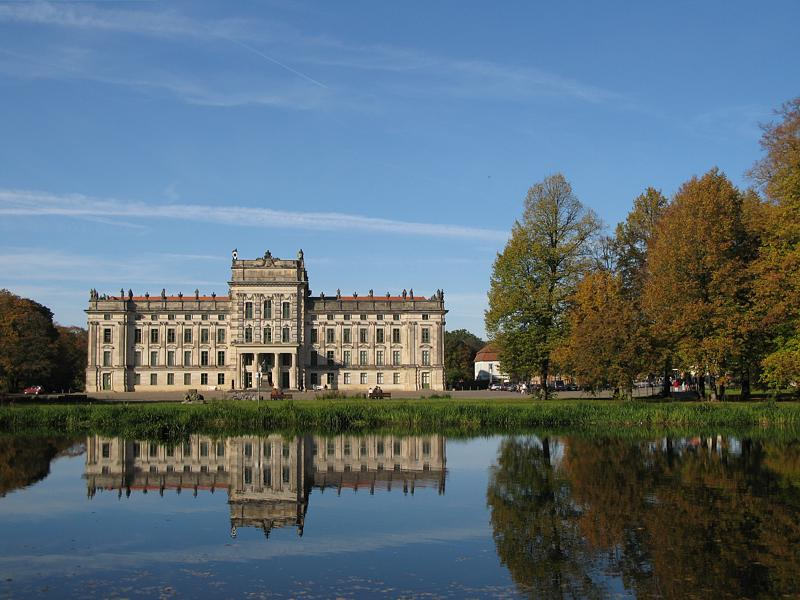
Il castello di Ludwigslust: la facciata sul retro con il riflesso della struttura nel gran canale

Il castello di Ludwigslust è un castello nella regione del Meclemburgo-Pomerania Anteriore, nella Germania settentrionale. Esso venne costruito come residenza di caccia e ricostruito poi come lussuoso luogo di vacanze del duca dalla capitale, Schwerin, divenendo per un certo periodo di tempo (1765-1837) sede stessa del governo dello stato.

## Storia

### Le origini
Ludwigslust ebbe le proprie origini come una semplice tenuta di caccia a 36 chilometri di distanza dalla capitale ducale, Schwerin. Nel 1724 l'allora principe ereditario Cristiano Ludovico, figlio del duca regnante, decise di costruire infatti una loggia di caccia in questo sito, presso uno stagno naturale chiamato Klenow. Dopo che egli divenne duca nel 1747 egli trascorse gran parte del proprio tempo in questa residenza che da lui prese il nome di Ludwigslust ("gioia di Luigi").

### LaResidenz
Nel 1765 il duca Federico trasferì a Ludwigslust la capitale dall'antica Schwerin. Di conseguenza il piccolo villaggio che nel tempo si era sviluppato attorno al castello, crebbe vertiginosamente per dare sempre maggiori servizi alla nuova corte qui installata. Lo stesso castello iniziò ad espandersi a partire dal 1768 assumendo sempre più le forme di una vera e propria residenza principesca. Negli anni 1772-1776 venne completamente ricostruito su progetto dell'architetto Johann Joachim Busch. Il castello, in stile tardo barocco, è costruito con uno schema a "E" con un corpo centrale più alto, il tutto scandito in tre ordini di finestre. La centralità degli appartamenti del corpo principale è sottolineato anche dalla maggiore ricchezza delle decorazioni e dall'impiego dello stile corinzio che contrasta col più semplice dorico delle ali laterali, pur giungendo a qualche compromesso col nuovo stile neoclassico che andava affermandosi. La struttura venne realizzata in pietra locale "a vista" con l'aggiunta di alcune figure allegoriche create da Rudolf Kaplunger alternate con vasi alla sommità.

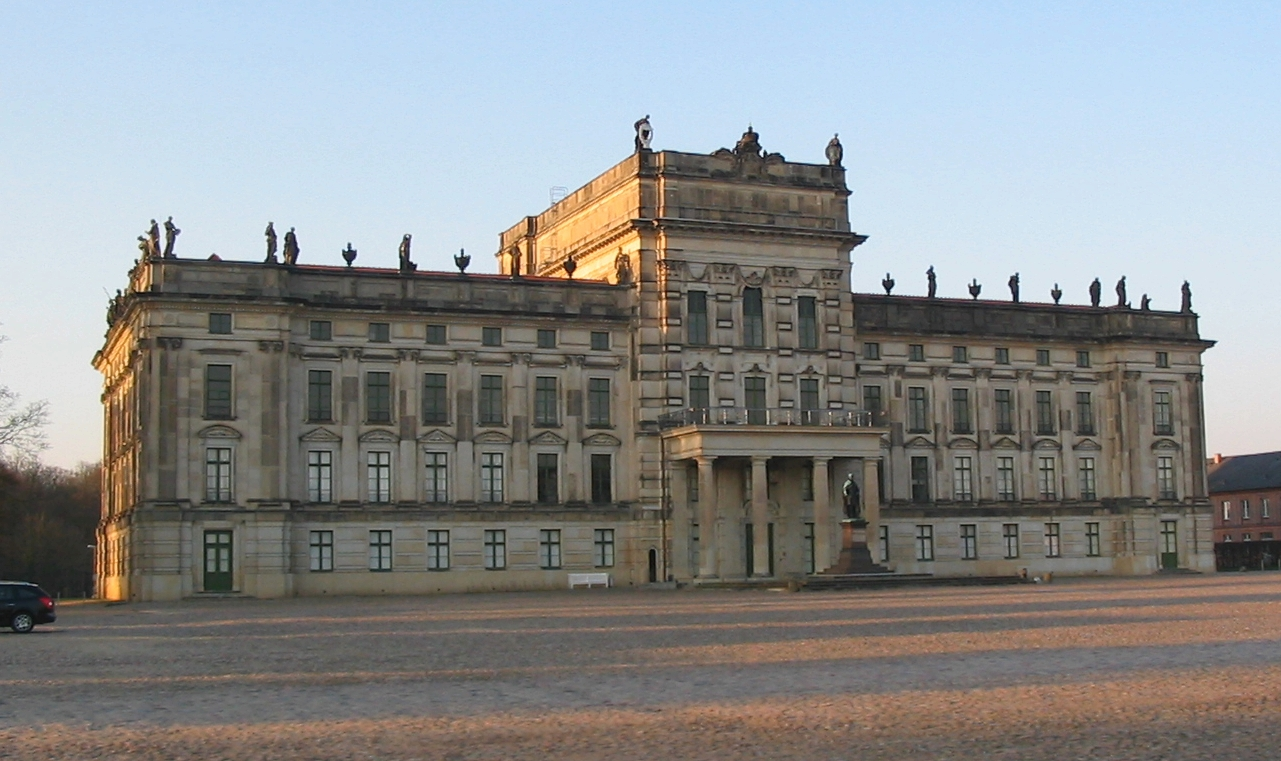
Ludwigslust: l'entrata principale con la Platz

Gli interni del castello sono perlopiù neoclassici. La parte centrale, al piano nobile, veniva occupata dalle sale per le feste mentre le due ali erano una privata (nella quale si trovava la camera e lo studio del duca) e l'altra pubblica (con un susseguirsi di saloni e sale d'udienza, oltre ad una galleria ove accogliere la collezione artistica del duca).
Il castello era il punto centrale della convergenza di altre strutture tra cui la Hofkirche nel giardino che veniva utilizzata come cappella di corte. Un viale centrale conduceva al villaggio ed era in asse con lo svilupparsi del canale d'acqua sul retro del giardino.

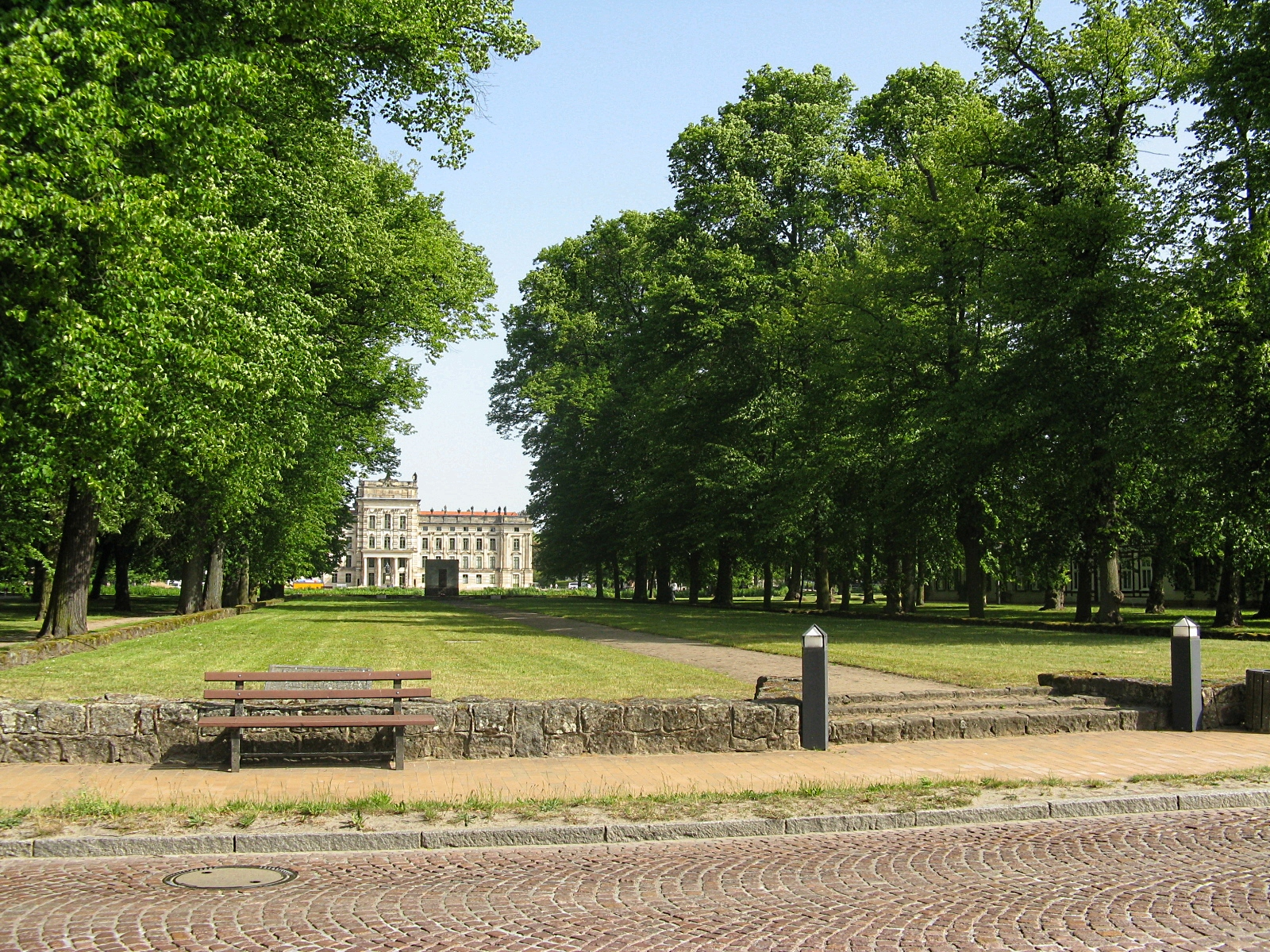
Il giardino di fronte alla Hofdamenallee, il viale che conduceva dal villaggio al castello

Il palazzo è circondato dallo Schlosspark, un giardino di circa 120 ettari, attraversato da molti canali, fontane e cascate artificiali di grande splendore sul modello dello stile romantico; esso venne progettato integralmente dall'architetto francese Jean-Laurent Le Geay che si ispirò al giardino del castello di Schwerin che aveva progettato tra il 1749 ed il 1755, anche se venne poi sostituito dal suo assistente Johann Joachim Busch, che iniziò i lavori nel 1763. Gli alberi sul giardino riprendono il colonnato del Bernini in Piazza San Pietro mentre al centro si trova un grande complesso monumentale progettato da Busch nel 1780 in forma di fontana con una grande cascata regolare chiamata Der Waltze. Nel giardino si trova anche una grotta costruita come finta rovina, una cappella gotica e due mausolei, uno per la duchessa Luisa (m. 1808), ad opera dell'architetto di corte J.G. Barca e l'altro per la granduchessa Elena di Russia ad opera di Joseph Ramée.

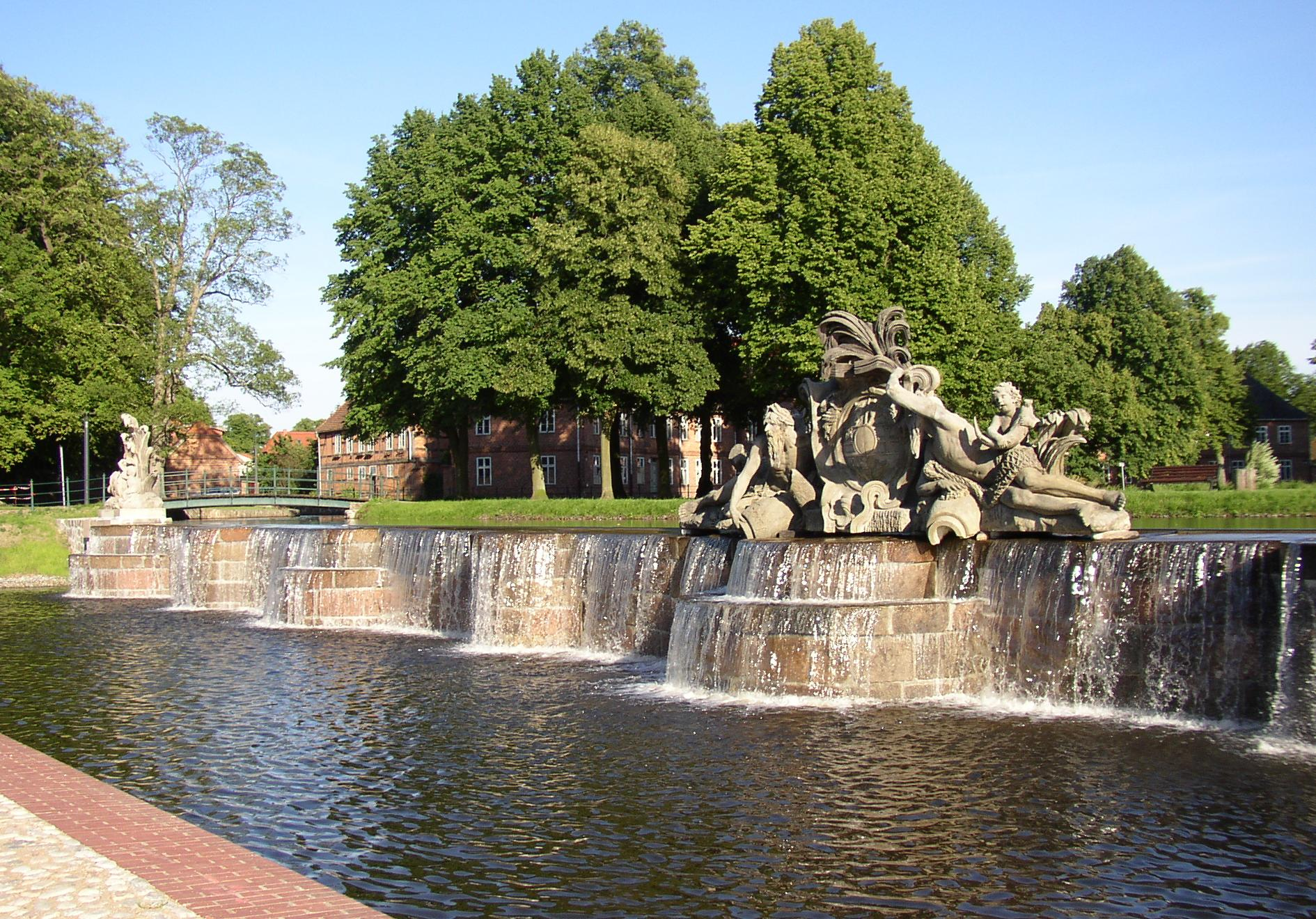
La cascata nel giardino

Nel 1837 il granduca Paolo Federico trasferì nuovamente la corte al Castello di Schwerin e così la capitale. Come residenza estiva, il Castello di Ludwigslust venne preservato da altre alterazioni strutturali. A metà del XIX secolo il parco venne ridisegnato secondo gli schemi del giardino all'inglese sotto la direzione di Peter Joseph Lenné. Venne aumentato anche il bosco circostante la residenza con l'apporto di nuove piante e così anche la Hofdamenallee venne affiancata da nuovi alberi.

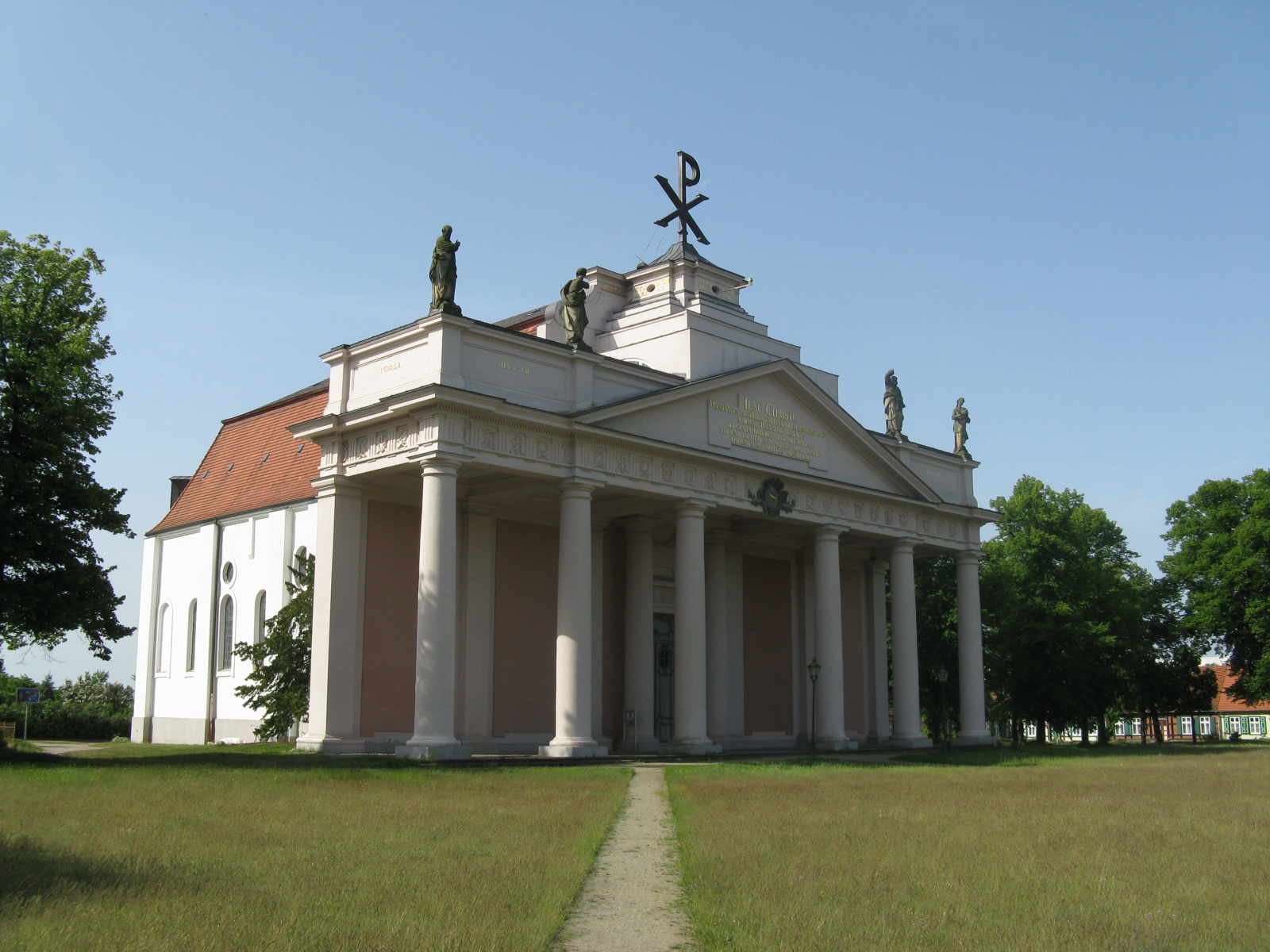
La Hofkirche (1803-09)

Quando la famiglia granducale di Meclemburgo-Schwerin venne deposta dopo la rivoluzione del 1918 in Germania, continuò ad ogni modo a risiedere al Castello di Ludwigslust sino al 1945. Attualmente la residenza ospita lo Staatliches Museum Schwerin con una vasta collezione di dipinti di Jean-Baptiste Oudry e busti di Jean Antoine Houdon che rappresentano tutti i duchi di Meclemburgo.
Nel 1844 lo scrittore William Makepeace Thackeray ambientò una delle avventure del proprio personaggio, Barry Lyndon a Ludwigslust.